# ウルフドッグス名古屋
ウルフドッグス名古屋（ウルフドッグスなごや、英: Wolfdogs Nagoya）は、日本のバレーボールチーム。本拠地は愛知県稲沢市。2025-26シーズンはSV.LEAGUE MEN所属。旧チーム名は豊田合成トレフェルサ。

## 概要
チーム運営はTG SPORTS株式会社で、豊田合成株式会社の完全子会社であり、同社役員と当チームシニアジェネラルマネージャーを歴任した横井俊広が代表を務める。
チームは、1961年に名古屋ゴム（現・豊田合成）社内のバレーボール愛好家が集まって9人制バレーボールを創部したのが始まりで、1981年に6人制となり現在に至る。長らく「豊田合成トレフェルサ」として活動していたが、2019年8月にチーム名を現在の「ウルフドッグス名古屋」に変更した。
チーム名のウルフドッグス（Wolfdogs）とは、狼（ウルフ）の野生と犬（ドッグ）の知性を融合したハイブリッド犬種（狼犬）。チームキャラクターは『ウルドくん』であり、狼犬がモチーフで、「ウルフドッグス名古屋」となった2019年8月1日に誕生した。チームカラーは、強さを追求する黒と、勢いを加速させる赤であり、「ウルフドッグスブラック」「ウルフドッグスレッド」と名付けている。
ホームタウンは愛知県尾張地域で、その中心の名古屋をチーム名に入れている。練習場は稲沢市内の豊田合成記念体育館エントリオであり、練習見学も一部可能である。ホームゲームもエントリオで多く開催される。
高校のバレーボール大会（豊田合成トレフェルサ杯）を毎年開催している。

## 歴史
1961年に社内バレーボール愛好家が集まって9人制バレー部を創部した。当時は体育館がなく、独身寮の中庭にコートを仮設して練習したという。
1981年に6人制に切り替え、会社の強化クラブに位置づけられ、優秀な大学生のスカウトをはじめ本格的な強化が始まった。1984年に地域リーグに昇格。その後、実業団リーグ（後のV・チャレンジリーグ）を目指すも、なかなか昇格できずにいた。地域リーグ在籍10年で、1993年にようやく実業団リーグに昇格する。
実業団リーグでは勝ち星に恵まれず下位に低迷し続け、第25回大会（1993/94シーズン）と第28回大会で最下位での降格を味わうが、夏の全国大会優勝もあり、廃部チームが出たことによる繰り上げ昇格で即座の復帰となっていた。1997年に、休部となった日新製鋼ドルフィンズから元全日本セッター・松田明彦と、多田幹世、澤井亨が入団し、急速にチームの建て直しが進められた。第29回実業団リーグ（1997/98シーズン）を14戦全勝で優勝し、一気にVリーグ（後のV・プレミアリーグ）昇格となった。
初参戦となった第5回Vリーグ（1998/99シーズン）では9位。入替戦で勝ち残留を果たした。第6回でも9位となりまたも入替戦出場となり、今度は日立国分トルメンタに連敗してV1リーグ（実業団リーグより名称変更）降格となる。第3回V1リーグ（2000/01）で14戦全勝で優勝するも、入替戦で敗れVリーグ復帰はならなかった。第4回大会で2大会連続の14戦全勝優勝を果たし、Vリーグ出場決定戦で連勝して3年ぶりのVリーグ復帰を果たした。
Vリーグ復帰を果たした2002年に内定選手の盛重龍、朝長孝介が正式入団し、廃部になった富士フイルムから諸隈直樹・川浦博昭が入団した。復帰後の第9回Vリーグ（2002/03）では4勝止まりの7位となる（入替戦に勝って残留）が、第10回大会では、川浦、諸隈、盛重、外国人選手マックス・ペレイラらの活躍で、10勝11敗で1勝差でファイナルラウンド進出を逃す6位に入った。しかし、リーグ戦の試合数が増えた第11回は7位となった（入替戦に勝って残留）。
2005年に松田が監督に就任し、松下電器から北川祐介が移籍加入し全日本選手登録された諸隈がキャプテンに就任した。第12回Vリーグ（2005/06）は7位となる（入替戦に勝って残留）が、2006/07V・プレミアリーグ（Vリーグより改称）では廃部になった旭化成から甲斐祐之が入団して攻撃力がアップし、川浦と北川のセンター陣も力を発揮して初の4強入りを果たした。同シーズンの第56回黒鷲旗全日本選抜大会で初の準優勝を果たしている（優勝はNECブルーロケッツ）。2009/10V・プレミアリーグでも4位に入った。
2010年、松田監督がアドバイザーに就任し新たに安原貴之コーチが監督に昇格した。2010/11V・プレミアリーグは6位、2011/12シーズンも6位となった。
2012年以降は学生年代の競技力向上にも力を注ぐようになってきた。2012年4月に小学4年生から中学2年生の男子を対象としたジュニアチーム『豊田合成ジュニアトレフェルサ』を発足した。
2012年10月8日、ぎふ清流国体で優勝し、チーム初の全国優勝を果たした。だが、2012/13・Vプレミアリーグは上位の壁を打ち破れず5位で終わってしまう。
2013年3月には高校生男子チームの競技力向上を目的とした「第1回豊田合成トレフェルサ杯」を開催した。
2013年4月、安原監督の退任が発表され、後任としてスウェーデン出身のアンディッシュ・クリスティアンソンの就任が発表された。同年10月、国民体育大会成年男子の部において二連覇を達成した。クリスティアンソン監督になって1年目の2013/14V・プレミアリーグでは、序盤戦から中盤戦にかけて上位争いをするものの終盤戦で失速して5位となり、4強入りを逃した。同監督2年目となる2014/15V・プレミアリーグでは、JTサンダーズより加入したイゴール・オムルチェンの活躍もあり、自己最高となる3位に入った。
2016年3月、Vプレミアリーグ2015/16シーズンにて、念願の初優勝を果たした。
2017年、フィンランド出身のトミー・ティリカイネンファーストコーチ（ゲーム監督）が就任。これによりアンディッシュ・クリスティアンソン前監督がシニアヘッドコーチ（総監督）に、また藤田和広前ゼネラルマネージャーがヘッドコーチ（チーム監督）に就任した。これにより総監督を含めて3人の監督体制でシーズンを迎えた。
2018年9月、チーム運営会社のTG SPORTS株式会社を設立。2019/20シーズンから新チーム名とすべく公募を開始した。
2019年3月、チームの躍進に大きく貢献したアンディッシュ・クリスティアンソンとイゴール・オムルチェンが退団。
2019年8月1日、チーム名が豊田合成トレフェルサからウルフドッグス名古屋となった。
2019-20シーズンのシーズン終盤、ベストリベロ賞、サーブレシーブ賞などの個人賞多回数受賞によるVリーグ栄誉賞を受賞するなどチームに大きく貢献してきたリベロ・古賀幸一郎がアキレス腱断裂の重傷を負い、翌シーズンに引退することとなる。
2020-21シーズン、ポーランド代表オポジットで2018年世界選手権MVPに輝いたバルトシュ・クレクが加入。セッターは前田一誠がレギュラーとなり、リベロは古賀の代わりに2シーズン目の小川智大が入り、同じく2シーズン目のアウトサイドヒッター・高梨健太もレギュラー定着するなど、チームは若返った。一方、古賀に続き、セッターの内山正平とアウトサイドヒッターの高松卓矢も現役引退を表明し、2010年代にチームを支えて来た3選手が現役を退くこととなった。チームは3位と再び上位に浮上し、小川がベストリベロ賞とサーブレシーブ賞に輝いたこともあり、世代交代を印象付けるシーズンとなった。
2020-21シーズン終了をもって、トミー・ティリカイネンが監督を退任。2021-22シーズンより後任として、アメリカ合衆国出身でオランダやアメリカ合衆国の女子代表などでコーチとしての指導経験があるクリストファー・マクガウンが就任した。
2021-22シーズン、マクガウン政権下では、セッターは永露元稀が主体となる。天皇杯で5大会ぶり（6年ぶり）の優勝を果たした。V1でも、V・レギュラーラウンドで優勝を果たし、ファイナル進出を確定させた。ファイナル第1戦でもサントリーサンバーズにストレートで勝ち、6シーズンぶりの優勝にリーチを掛ける。しかし、第2戦では序盤からサントリーの流れに持ち込まれストレートで敗れ、ゴールデンセットでも主導権を握り返せず敗れ、惜しくも準優勝となった。日本の新型コロナウイルスへの対処状況により家族が来日できない理由で、マクガウンが1シーズンで監督を退任した。
2022-23シーズン、イタリア・スーパーリーグでヘッドコーチを務めて来たヴァレリオ・バルドヴィンが監督に就任した。V1男子のV・レギュラーラウンドで2シーズン連続の優勝を果たす。ファイナル4は2勝1敗で2位となり2年連続のファイナルに進出を果たした。そして、ファイナルは昨シーズンのリターンマッチとなるサントリー戦となり、セットカウント3-0で勝ち雪辱を果たすと共に7シーズンぶり2度目のシーズン優勝を果たした。第71回黒鷲旗大会には、日本代表に選出された高梨健太、小川智大、永露元稀、山崎彰都の4人をメンバーから外して臨んだが、それでも決勝で再度サントリーサンバーズに勝ち優勝を決め、チーム力の高さを見せると共に、大会初優勝と2冠を達成した。

## 成績

### 主な成績
Vプレミア、V.LEAGUE DIVISION1
- 優勝 2回（2015/16、2022-23）
- 準優勝 2回 （2016/17、2021-22）

天皇杯全日本選手権
- 優勝2回（2015年度、2021年度）
- 準優勝1回（2017年度）

黒鷲旗全日本選抜
- 優勝 1回（2023年）
- 準優勝1回（2007年）

国体
- 優勝 2回（2012年、2013年）
- 準優勝 1回（2014年）

### 年度別成績

#### 日本リーグ / 実業団リーグ
| 所属         | 年度             | 最終 順位 | 参加 チーム数 | 試合 | 勝 | 敗 | 勝率  |
| ------------ | ---------------- | --------- | ------------- | ---- | -- | -- | ----- |
| 実業団リーグ | 第25回 (1993/94) | 8位       | 8チーム       | 14   | 1  | 13 | 0.071 |

#### Vリーグ / 実業団リーグ・V1リーグ
| 所属         | 年度             | 最終 順位 | 参加 チーム数 | 試合 | 勝 | 敗 | 勝率  |
| ------------ | ---------------- | --------- | ------------- | ---- | -- | -- | ----- |
| 実業団リーグ | 第26回 (1994/95) | 6位       | 7チーム       | 12   | 4  | 8  | 0.333 |
| 実業団リーグ | 第27回 (1995/96) | 7位       | 8チーム       | 14   | 2  | 12 | 0.143 |
| 実業団リーグ | 第28回 (1996/97) | 8位       | 8チーム       | 14   | 1  | 13 | 0.143 |
| 実業団リーグ | 第29回 (1997/98) | 優勝      | 8チーム       | 14   | 14 | 0  | 1.000 |
| Vリーグ      | 第5回 (1998/99)  | 9位       | 10チーム      | 18   | 2  | 16 | 0.111 |
| Vリーグ      | 第6回 (1999/00)  | 9位       | 10チーム      | 18   | 2  | 16 | 0.111 |
| V1リーグ     | 第3回 (2000/01)  | 優勝      | 8チーム       | 14   | 14 | 0  | 1.000 |
| V1リーグ     | 第4回 (2001/02)  | 優勝      | 8チーム       | 14   | 14 | 0  | 1.000 |
| Vリーグ      | 第9回 (2002/03)  | 7位       | 8チーム       | 21   | 4  | 17 | 0.190 |
| Vリーグ      | 第10回 (2003/04) | 6位       | 8チーム       | 21   | 10 | 11 | 0.476 |
| Vリーグ      | 第11回 (2004/05) | 7位       | 8チーム       | 28   | 9  | 19 | 0.321 |
| Vリーグ      | 第12回 (2005/06) | 7位       | 8チーム       | 28   | 6  | 22 | 0.214 |

#### V・プレミアリーグ / V・チャレンジリーグ
| 所属     | 年度    | 最終 順位 | 参加 チーム数 | レギュラーラウンド | レギュラーラウンド | レギュラーラウンド | レギュラーラウンド | ポストシーズン | ポストシーズン | ポストシーズン |
| 所属     | 年度    | 最終 順位 | 参加 チーム数 | 順位               | 試合               | 勝                 | 敗                 | 試合           | 勝             | 敗             |
| -------- | ------- | --------- | ------------- | ------------------ | ------------------ | ------------------ | ------------------ | -------------- | -------------- | -------------- |
| プレミア | 2006/07 | 4位       | 8チーム       | 4位                | 28                 | 16                 | 12                 | 4              | 0              | 4              |
| プレミア | 2007/08 | 5位       | 8チーム       | 5位                | 28                 | 14                 | 14                 | -              | -              | -              |
| プレミア | 2008/09 | 6位       | 8チーム       | 6位                | 28                 | 12                 | 16                 | -              | -              | -              |
| プレミア | 2009/10 | 4位       | 8チーム       | 4位                | 28                 | 16                 | 12                 | 4              | 1              | 3              |
| プレミア | 2010/11 | 6位       | 8チーム       | 6位                | 24                 | 9                  | 15                 | 中止           | 中止           | 中止           |
| プレミア | 2011/12 | 6位       | 8チーム       | 6位                | 21                 | 7                  | 14                 | -              | -              | -              |
| プレミア | 2012/13 | 5位       | 8チーム       | 5位                | 28                 | 12                 | 16                 | -              | -              | -              |
| プレミア | 2013/14 | 5位       | 8チーム       | 5位                | 28                 | 15                 | 13                 | -              | -              | -              |
| プレミア | 2014/15 | 3位       | 8チーム       | 3位                | 21                 | 13                 | 8                  | 6              | 3              | 3              |
| プレミア | 2015/16 | 優勝      | 8チーム       | 1位                | 21                 | 15                 | 6                  | 6              | 5              | 1              |
| プレミア | 2016/17 | 準優勝    | 8チーム       | 1位                | 21                 | 15                 | 6                  | 9              | 4              | 5              |
| プレミア | 2017/18 | 準優勝    | 8チーム       | 2位                | 21                 | 15                 | 6                  | 9              | 4              | 5              |

#### V.LEAGUE
| 所属      | 年度    | 最終 順位 | 参加 チーム数 | レギュラーラウンド | レギュラーラウンド | レギュラーラウンド | レギュラーラウンド | ポストシーズン | ポストシーズン | ポストシーズン | 備考                                   |
| 所属      | 年度    | 最終 順位 | 参加 チーム数 | 順位               | 試合               | 勝                 | 敗                 | 試合           | 勝             | 敗             | 備考                                   |
| --------- | ------- | --------- | ------------- | ------------------ | ------------------ | ------------------ | ------------------ | -------------- | -------------- | -------------- | -------------------------------------- |
| DIVISION1 | 2018-19 | 5位       | 10チーム      | 3位                | 27                 | 19                 | 8                  | 5              | 1              | 4              |                                        |
| DIVISION1 | 2019-20 | 7位       | 10チーム      | 7位                | 27                 | 10                 | 17                 | -              | -              | -              |                                        |
| DIVISION1 | 2020-21 | 3位       | 10チーム      | 3位                | 34                 | 26                 | 8                  | 1              | 1              | 0              |                                        |
| DIVISION1 | 2021-22 | 準優勝    | 10チーム      | 1位                | 36                 | 27                 | 9                  | 2              | 1              | 1              | V・レギュラーラウンドは不戦勝4を含む。 |
| DIVISION1 | 2022-23 | 優勝      | 10チーム      | 1位                | 36                 | 26                 | 10                 | 4              | 3              | 1              |                                        |
| DIVISION1 | 2023-24 | 5位       | 10チーム      | 3位                | 36                 | 24                 | 12                 |                |                |                |                                        |

#### SV.LEAGUE
| 所属      | 年度    | 最終 順位 | 参加 チーム数 | レギュラーラウンド | レギュラーラウンド | レギュラーラウンド | レギュラーラウンド | ポストシーズン | ポストシーズン | ポストシーズン | 備考 |
| 所属      | 年度    | 最終 順位 | 参加 チーム数 | 順位               | 試合               | 勝                 | 敗                 | 試合           | 勝             | 敗             | 備考 |
| --------- | ------- | --------- | ------------- | ------------------ | ------------------ | ------------------ | ------------------ | -------------- | -------------- | -------------- | ---- |
| SV.LEAGUE | 2024-25 | 4位       | 10チーム      | 3位                | 44                 | 35                 | 9                  | 5              | 3              | 2              |      |

## 選手・スタッフ(2025-26)

### 選手
| 背番号                                                                            | 名前                    | シャツネーム | 生年月日（年齢）       | 身長 | 国籍       | Pos | 在籍年  | 前所属                  | 備考     |
| --------------------------------------------------------------------------------- | ----------------------- | ------------ | ---------------------- | ---- | ---------- | --- | ------- | ----------------------- | -------- |
| 1                                                                                 | 山田脩造                | YAMADA       | 1992年11月27日（32歳） | 193  | 日本       | OH  | 2015年- | 日本体育大学            |          |
| 2                                                                                 | 澤田晶                  | SAWADA       | 2002年4月24日（23歳）  | 200  | 日本       | MB  | 2024年- | 中央大学                | 新人     |
| 3                                                                                 | 深津英臣                | FUKATSU      | 1990年6月1日（35歳）   | 181  | 日本       | S   | 2024年- | パナソニック            |          |
| 4                                                                                 | 山﨑真裕                | YAMAZAKI     | 2002年9月17日（22歳）  | 195  | 日本       | MB  | 2024年- | 中央大学                | 新人     |
| 5                                                                                 | 渡辺俊介                | WATANABE     | 1988年4月11日（37歳）  | 180  | 日本       | L   | 2024年- | 東レ                    |          |
| 6                                                                                 | ティモシー・カール (en) | CAELE        | 1995年11月30日（29歳） | 195  | フランス   | OH  | 2025年- | ヤストシェンブスキ (pl) | 移籍加入 |
| 7                                                                                 | 早坂心之介              | HAYASAKA     | 2000年4月22日（25歳）  | 177  | 日本       | S   | 2025年- | VC長野                  | 移籍加入 |
| 9                                                                                 | エイメン・ブゲラ (en)   | BOUGUERRA    | 2001年11月1日（23歳）  | 198  | チュニジア | OH  | 2025年- | GKSカトヴィツェ (pl)    | 移籍加入 |
| 10                                                                                | 佐藤駿一郎              | SATO         | 2000年5月17日（25歳）  | 205  | 日本       | MB  | 2025年- | フリカーニ・ロイマー    | 移籍加入 |
| 11                                                                                | 傳田亮太                | DENDA        | 1991年7月3日（34歳）   | 191  | 日本       | MB  | 2014年- | 中央大学                |          |
| 12                                                                                | 水町泰杜                | MIZUMACHI    | 2001年9月7日（23歳）   | 181  | 日本       | OH  | 2023年- | 早稲田大学              |          |
| 15                                                                                | 宮浦健人                | MIYAURA      | 1999年2月22日（26歳）  | 190  | 日本       | OP  | 2025年- | ジェイテクト            | 移籍加入 |
| 17                                                                                | 市川健太                | ICHIKAWA     | 1999年4月6日（26歳）   | 175  | 日本       | L   | 2022年- | 日本体育大学            |          |
| 18                                                                                | 上林直澄                | NAOZUMI      | 1998年10月14日（26歳） | 184  | 日本       | S   | 2024年- | 明治大学                |          |
| 22                                                                                | 豊田譲                  | TOYODA       | 2002年11月22日（22歳） | 190  | 日本       | OP  | 2025年- | 岐阜協立大学            | 新人     |
| 26                                                                                | 山崎彰都                | YAMAZAKI     | 1997年10月16日（27歳） | 190  | 日本       | OH  | 2020年- | 東海大学                |          |
| 99                                                                                | ノルベルト・フベル (en) | HUBER        | 1998年8月14日（26歳）  | 207  | ポーランド | MB  | 2025年- | ヤストシェンブスキ (pl) | 移籍加入 |
| 出典：チーム新体制リリース チーム公式サイト Vリーグ公式サイト 更新：2025年7月11日 |                         |              |                        |      |            |     |         |                         |          |

### スタッフ
| 役職                                                                              | 名前                               | 備考 |
| --------------------------------------------------------------------------------- | ---------------------------------- | ---- |
| 監督                                                                              | ヴァレリオ・バルドヴィン           |      |
| チームディレクター                                                                | 藤田和広                           |      |
| 部長                                                                              | 佐藤和哉                           |      |
| ファーストコーチ                                                                  | 深津貴之                           |      |
| セッターコーチ                                                                    | 重村健太                           |      |
| マネージャー/広報                                                                 | 近裕崇                             | 新任 |
| アナリスト                                                                        | 出口楓也                           |      |
| フィジカルセラピスト（統括）                                                      | ヨシップ・グルバノビッチ           |      |
| フィジカルセラピスト                                                              | 堀口大樹                           |      |
| フィジカルセラピスト                                                              | 新村紘己                           |      |
| チームドクター（統括）                                                            | 熊井司                             |      |
| シニアエグゼクティブアドバイザー                                                  | アンディッシュ・クリスティアンソン |      |
| 出典：チーム新体制リリース チーム公式サイト Vリーグ公式サイト 更新：2025年7月11日 |                                    |      |

## 在籍していた主な選手
- 五十嵐元
- 甲斐祐之
- 島野俊一
- 花野裕祥
- 浜崎勇矢
- 北川祐介（愛知工業大学名電高校 男子バレーボール部 監督）
- 山本英之
- 高橋幸造
- 松永理生
- 川浦博昭
- 丸山祥二
- 高橋和人
- 森佑之
- 佐藤和哉（部長）
- 杉山マルコス
- 深津貴之（コーチ）
- 幡司一貴
- 井上崇昭
- 加藤伊織（ヴォレアス北海道 スタッフ）
- 岡本秀明
- 古賀太一郎
- 重村健太（マネージャー）
- 古賀幸一郎
- 内山正平
- 高松卓矢
- 白岩直也
- トーマス・サムエルボ
- エルナルド・ゴメス
- ビッタール・ファビアノ (it)
- アンジェルコ・チュク
- レオナルド・メロ
- イゴール・オムルチェン
- ミッジャ・ガスパリーニ (en)
- 劉鴻杰

## アンダーカテゴリー
スクール・U15チームが活動している。

### スクール
定期スクールとしてエントリオ校・大治校が行われている。2025年7月にいなざわアリーナ校が新規開校。コーチ派遣も行っている。

### ウルフドッグス名古屋U15
男子チームが活動。大会では神谷雄飛が監督を務める。

### スタッフ
| 役職                   | 名前     | 備考 |
| ---------------------- | -------- | ---- |
| 部長                   | 安田和彦 |      |
| 副部長兼コーチ         | 佐藤和哉 |      |
| コーチ                 | 椿山竜介 |      |
| コーチ                 | 黒澤雄介 |      |
| コーチ                 | 神谷雄飛 |      |
| コーチ                 | 勝岡将斗 |      |
| 出典：チーム公式サイト |          |      |

## かつてのチーム名とマスコット
豊田合成トレフェルサ時代のチーム名『トレフェルサ』（Trefuerza）は、Tre（イタリア語で「3つ」の意味）とFuerza（スペイン語で「力」の意味）を合わせた造語であり、3つの力、知力、体力、気力を表していた。
また、当時のチームマスコットは、「トレフェルサ君」と「パーリオ」と「ベローナ」の3体であり、パーリオ（Pario）とはイタリア語で「勝利者の証」の意味でベローナ（Bellona）とはイタリア語で「戦いの女神」の意味である。2019年8月のチーム名変更に伴い、現在のウルドくんに引き継いだ。